# Naturalny reaktor jądrowy

Rozmieszczenie naturalnych reaktorów jądrowych w skałach w pobliżu miejscowości Oklo w południowo-wschodnim Gabonie
1. Strefy reaktora jądrowego
2. Piaskowiec
3. Warstwa rudy uranu
4. Granit

Naturalny reaktor jądrowy – złoże rud uranowych, w którym w sposób naturalny doszło do łańcuchowej reakcji jądrowej. Znane są dwa złoża uranu, w których potwierdzono istnienie naturalnych reaktorów jądrowych: w Oklo i Bangombé w Gabonie. Wykryto w nich wiele stref będących w przeszłości miejscem łańcuchowych reakcji jądrowych. Pierwsze naturalne reaktory zostały odkryte przez naukowców z Francuskiej Komisji Energii Atomowej (CEA) w 1972 roku w złożach uranu w pobliżu Oklo. Możliwość istnienia oraz warunki powstania naturalnych reaktorów zostały przewidziane przez Paula Kazuo Kuroda już w roku 1956. Analiza stężeń izotopów promieniotwórczych wskazuje, że reakcje jądrowe zachodzące w złożach uranu przebiegały w podobny sposób jak w reaktorach zbudowanych przez człowieka.
Większość nielotnych produktów rozszczepienia pozostało w pobliżu miejsca reakcji przez kolejne 2 mld lat. Badania nad rozprzestrzenianiem promieniotwórczych izotopów wokół naturalnych reaktorów jądrowych pozwalają na analizę potencjalnych, negatywnych skutków składowania radioaktywnych odpadów z elektrowni jądrowych oraz określenie warunków, w jakich nie dochodzi do rozprzestrzeniania izotopów promieniotwórczych.

## Geneza
Powstanie naturalnych reaktorów jądrowych było możliwe dzięki wykształceniu, w wyniku ewolucji, organizmów eukariotycznych. Organizmy te przeprowadzały fotosyntezę tlenową obniżając jednocześnie stężenie CO2 w atmosferze ziemskiej. Wzrost stężenia tlenu prowadził do powstawania związków uranu z większą ilością tlenu. Takie związki są dobrze rozpuszczalne w wodzie, dzięki czemu mógł zachodzić proces powstawania bogatych w uran osadów. Ciężkie cząsteczki związków uranu dość szybko osadzały się na dnie wolno płynącej pradawnej rzeki. Osady denne zostały wzbogacone do zawartości uranu 0,5% i z czasem pokryte warstwą 4 km piasku. Wysokie ciśnienie (100 MPa) doprowadziło do powstawania szczelin, do których wody podziemne przenosiły związki uranu. W szczelinach skał ruda uranu została wzbogacona do 20–60%. Było to wystarczające stężenie, do rozpoczęcia łańcuchowej reakcji jądrowej.

## Działanie reaktorów Oklo
„Zjawisko Oklo” zostało odkryte w 1972 roku przez laboratorium w zakładzie wzbogacania uranu Pierrelatte we Francji. Rutynowe analizy próbki naturalnego uranu wykazały niewielki, ale nienormalny niedobór uranu 235 (235U). Normalna zawartość235U wynosi 0,7202%, podczas gdy próbka ta zawierała tylko 0,7171%. Różnica ta musiała być wyjaśniona, więc CEA rozpoczęła badanie próbek ze wszystkich kopalń obsługiwanych we Francji, Gabonie i Nigrze przez CEA na wszystkich etapach przetwarzania rudy i oczyszczania uranu.
W przypadku analiz zawartości uranu i 235U, dział produkcji CEA polega na laboratorium analitycznym w zakładzie Pierrelatte oraz na centralnym laboratorium analitycznym i kontrolnym CEA w ośrodku Cadarache CEA, kierowanym przez Michèle Neuilly, gdzie Jean François Dozol był odpowiedzialny za analizy spektrometrii mas.
Analizy przeprowadzone w Pierrelatte i Cadarache wykazały, że uraniany magnezu z Gabonu miały zawsze deficyt 235U. 7 lipca 1972 r. naukowcy z CEA Cadarache odkryli anomalię w rudzie uranu z Oklo w Gabonie. Zawartość 235U była znacznie mniejsza zwykle obserwowana. Analizy izotopowe zidentyfikowały źródło zubożenia 235U, pochodził on z rudy Oklo wydobywanej przez COMUF. Następnie przeprowadzono systematyczne analizy w laboratoriach Cadarache i Pierrelatte (pomiary zawartości uranu, pomiary składu izotopowego). Na próbkach z Oklo analitycy Cadarache stwierdzili niedobór 235U w uranianie magnezytu z zakładu Mounana (235U = 0,625%) i jeszcze większy niedobór w uranianie magnezytu (Oklo M) (235U = 0,440%): rudy Oklo 310 i 311 mają zawartość uranu odpowiednio 12% i 46% oraz zawartość 235U 0,592% i 0,625%.
W tym kontekście J. F. Dozol podjął inicjatywę analizy próbek uranianu magnezu i rudy z Oklo na spektrometrze mas ze źródłem iskrowym AEI MS 702 (SMSE).
Zaletą SMSE jest jego zdolność do wytwarzania znacznych ilości jonów ze wszystkich pierwiastków obecnych w elektrodach. Elektrody, między którymi generowana jest iskra, muszą być przewodzące (aby to osiągnąć, próbki Oklo zostały zmieszane ze srebrem o wysokiej czystości). Wszystkie izotopy w próbce, od litu do uranu, są nanoszone na płytkę fotograficzną (patrz zdjęcie płytki poniżej). 

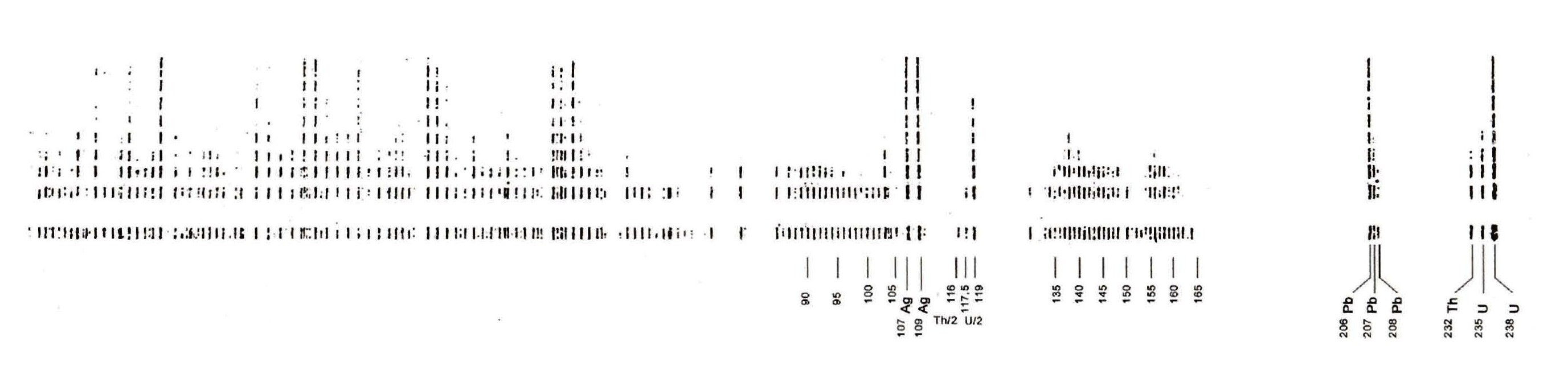
Płytka fotograficzna uzyskana dla próbki OKLO 311 w wyniku analizy iskrowej spektrometrii masowej, ujawniająca wszystkie izotopy obecne w próbce

Badając płytkę, J.F. Dozol zauważył w szczególności dla rudy Oklo 311 o bardzo wysokiej zawartości uranu: pierwiastki obecne w znacznych ilościach w okolicach mas 85-105 i 130-150, które odpowiadają dwóm wypukłościom w wydajności rozszczepienia 235U; ostatnie lantanowce (od holmu do lutetu) nie są wykrywane (powyżej masy 166). W naturze występują wszystkie 14 lantanowców; w paliwie jądrowym, po przejściu reakcji rozszczepienia, izotopy ostatnich lantanowców nie są wykrywane. 

## Jak działają reaktory
Naturalny reaktor jądrowy powstaje, gdy złoże rudy bogatej w uran zostanie zalane wodą: wodór zawarty w wodzie działa wówczas jako moderator neutronów, przekształcając promieniowanie szybkich neutronów w neutrony wolne, tym samym zwiększając prawdopodobieństwo ich pochłonięcia przez atomy 235U i dając początek rozszczepieniu (zwiększona reaktywność). W ten sposób rozpoczyna się łańcuchowa reakcja rozszczepienia jądrowego. Gdy reakcja nasila się, zwiększając temperaturę, woda paruje i ucieka, spowalniając reakcję (więcej szybkich neutronów i mniej wolnych), zapobiegając wyczerpaniu się pary w reaktorze. Gdy temperatura spadnie, woda wraca do reaktora, a reakcja ponownie wzrasta, i tak dalej.